# Ultima Sports
La Ultima Sports Ltd è una casa automobilistica britannica. La storia della casa ha origine dalla fondazione, nel 1983, della Noble Motorsport Ltd ad opera dell'ingegnere Lee Noble, che iniziò a produrre la Ultima Mk1.
Nel 1992 i diritti e la produzione della Ultima, per i modelli mk2 ed mk3, furono acquistati da Ted Marlow e, dal 1997, l'azienda cambiò nome in Ultima Sports Ltd trasferendo la propria sede a Hinckley, nel Leicestershire. Successivamente, nel 1999, Lee Noble fondò la sua nuova casa automobilistica, la Noble Automotive.
Le automobili Ultima sono vetture sportive di elevate prestazioni. Uno dei modelli di punta è la Ultima GTR, costruita interamente a mano su specifica del cliente.